# マーガレット・アボット

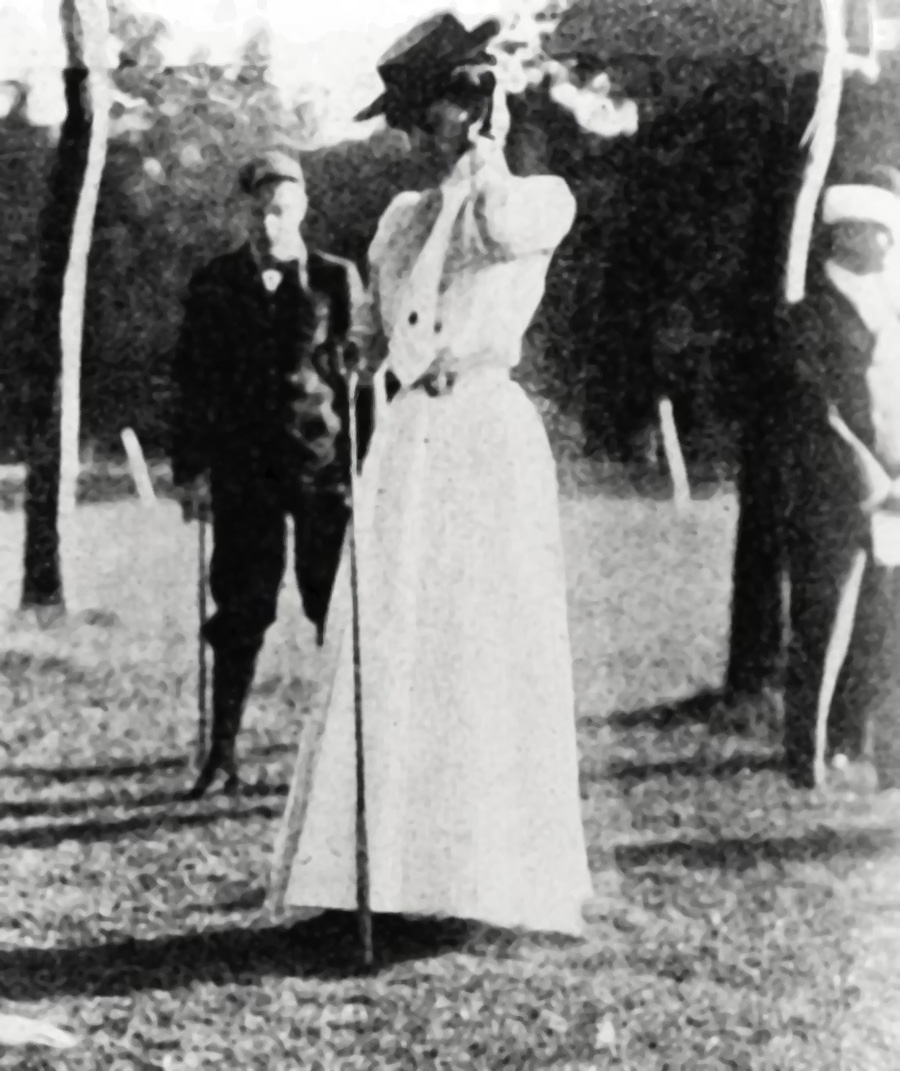
パリオリンピックでのマーガレット・アボット

マーガレット・アイヴス・アボット（英語: Margaret Ives Abbott, 1878年6月15日 - 1955年6月10日）はアマチュアゴルファーで、米国人女性として初めてオリンピック競技で優勝した。1900年のパリオリンピックにおける女子ゴルフ競技で9ホールを打数 47 のスコアで回り優勝した。

## 幼少期
米国人貿易商の父チャールズ、母メアリーの娘としてインドのカルカッタ（当時）で生まれた。マーガレットが幼少のころ父親が死に、残された家族はボストンに引っ越した。
アボットが10代の時に母がシカゴヘラルド紙の文芸欄編集者の職を得たのでイリノイに引っ越した。ここでウィートンにあったシカゴゴルフクラブでゴルフを覚え、たちまちローカル大会で優勝するなどし、ハンディキャップは2だったと記録されている。

## パリオリンピック
メアリーとマーガレットの二人は1899年から1902年にかけてパリに滞在した。メアリーは旅行ガイド発行の調査のため、マーガレットはロダンやドガのもとでの芸術の研究が目的だった。
1900年のパリオリンピックでは、初めて女性の参加が認められたが、総数997名の参加者のうち女性は22名だった。同年にはパリ万博が開催されたこともあり、オリンピックはこの万博の併設ショーといった意味合いが強く、名称も世界選手権 (Championnats Internationaux, International Championship) とされ、開催期間も6か月に及んだ。ゴルフ競技は1900年の10月4日にパリの北50キロメートルのコンピエーニュゴルフ場の9ホールコースで行われた。当時のゴルフイラストレーテッド誌には「パリ万博関連行事として…世界ゴルフ競技が最近開催された」と書かれている。運営や広報活動もお粗末なもので、アボットを含めて参加者達にオリンピック競技に出場しているのだという意識はなかった。
この大会がオリンピックプログラムの一環だったという歴史研究がなされたのはアボットの死後であり、したがって彼女自身は死ぬまでこのことを知らなかった。加えて、フロリダ大学教授でオリンピック委員のポーラ・ウェルチがゴルファーに関する研究の途上でアボットの生涯とオリンピックを結びつけるまで、彼女が勝利したこと自体ほとんどの人が知らなかった。ウェルチがアボットに関する更なる情報収集を行ったことで、様々な大会に出場して素晴らしい成績を残していたことも判明した。そして彼女の家族を探し出し、母親の業績を子供たちに伝えた。
当該大会の米国オリンピックチームの公式メンバーのなかに彼女の名前がないということが、彼女があまり知られていなかった理由の一つでもあった。これは彼女が当時芸術の勉強のためにフランスに居住していたためであった。アボットはたまたまゴルフに心得があったことと、フランスに住んでいたという理由でこの大会に出場したに過ぎなかった。
オリンピックでは9ホールのスコア47で優勝した。賞品として金箔張りの陶磁器製ボウルを授与された。1900年大会は優勝者にメダルではなく高価な骨董品や工芸品が授与された唯一の大会である。
出場者はロングスカートとファッショナブルな帽子を着用したが、アボットによると、フランス人参加者のうち何名かは、「その日に予定された試合の本質を誤解して、ハイヒールとタイトスカートで現れてプレーした」という。
母親のメアリーもこの大会に出場し9ホールを65で回り7位タイでフィニッシュした。これはオリンピック史上において、同じ大会の同一競技に参加した唯一の米国人母娘であり、その後もこのような例は記録されていない。
女子のゴルフ競技はこの後2016年のリオ大会まで開催されなかった。

## 後年
マーガレットは帰国後の1902年12月10日に作家のファインリー・ダンと結婚した。ファインリー・ダン・ジュニア、ペギー・ダン、レオナード・ダン、映画作家のフィリップ・ダンの4人の子供をもうけた。子育て中もゴルフは続けていたという。1955年6月10日コネチカット州グリニッジにおいて76歳で死去した。
1996年のアトランタオリンピックの公式プログラムの中で、1900年大会の選手としてアボットが取り上げられた。
2018年にニューヨークタイムズは彼女の死亡記事を遅れて掲載した。